# 'Ôrôê
L''ôrôê, aussi appelé orowe ou abwébwé, est une langue kanak de la famille austronésienne parlée dans l'aire coutumière Ajië-Aro de la province Sud, en Nouvelle-Calédonie. En 2009, on recense environ 490 locuteurs.